# Leymus salinus
Leymus salinus là một loài thực vật có hoa trong họ Hòa thảo. Loài này được (M.E.Jones) Á.Löve mô tả khoa học đầu tiên năm 1980.